# جوناثان ميخيا
جوناثان ميخيا (بالإسبانية: Jonathan Mejía Ruiz)‏ (7 يناير 1989 في إسبانيا - ) هو لاعب كرة قدم إسباني وهندوراس في مركز الهجوم. شارك مع منتخب هندوراس لكرة القدم. أما مع النوادي، فقد لعب مع ديبورتيفو فابريل وديبورتيفو لاكورونيا وريال خاين وفيتوريا دي غيماريش ونادي ألباسيتي ونادي أورينسي ونادي سمورة ونادي غرناطة ونادي قادش ونادي مليلية وVitória S.C. B ‏ وLorca Deportiva CF ‏.

## وصلات خارجية
- جوناثان ميخيا على موقع قاعدة بيانات كرة القدم.إي يو (الإنجليزية)
- جوناثان ميخيا على موقع ناشيونال فوتبول تيمز (الإنجليزية)
- جوناثان ميخيا على موقع Soccerbase.com (لاعب) (الإنجليزية)
- جوناثان ميخيا على موقع Soccerway.com (الإنجليزية)
- جوناثان ميخيا على موقع عالم كرة القدم.نت (الإنجليزية)
- جوناثان ميخيا على موقع AS.com (الإسبانية)